# Otto Wolf (Sänger)
Otto Wolf (* 7. November 1871 in Bernburg an der Saale; † 28. März 1946 in München) war ein deutscher Violinist und Hofopernsänger (Tenor).

Wolfs Musikalität zeigte sich im Kindesalter, als er mit neun Jahren als Violinist auftrat. Später machte er in Magdeburg eine kaufmännische Lehre. Er studierte Gesang bei Wilhelmine Niehr-Bingenheimer und bei Adolf Sondegg.
Sein Debüt als Tenor erfolgte 1897 am Hoftheater in Sondershausen als Graf Almaviva in Rossinis Barbier von Sevilla.
In den Jahren 1898 und 1899 gehörte er zum Ensemble des Stadttheaters von Lübeck, wobei er noch 1899 an das Stadttheater von Mainz ging, wo er bis 1900 blieb. Von 1901 bis 1909 sang er am Hoftheater von Darmstadt. Im Jahr 1909 wurde er von der Münchner Hofoper abgeworben, wo er bis 1930 Ensemblemitglied der Staatsoper blieb und auch später noch als Gast auftrat. „Man rühmte ihn namentlich als großen Wagner-Sänger.“
„1934 sang er an seinem 65. Geburtstag als Abschiedspartie in München den Tannhäuser, trat aber dort nochmals 1937 als Pedro in "Tiefland" von d'Albert auf.“
Nach seinem Abschied von der Bühne wirkte Wolf in München als Musikpädagoge.
Seine Tochter Maria Wolf folgte ihm nach und wurde eine „angesehene Altistin.“

## Berufliche Stationen
Angaben gemäß
- 1897: Hoftheater Sondershausen
- 1898–1899: Lübeck Stadttheater
- 1899–1900: Mainz Stadttheater
- 1901–1909: Darmstadt Hoftheater
- 1909–1930: München Staatsoper
- 1912: Wien Staatsoper
- 1915: Amsterdam Opera
- 1916: Amsterdam Opera
- 1919: Dresden Staatsoper
- 1921: Wien Staatsoper
- 1921: Zürich Opera
- 1923: Amsterdam Opera
- 1924: Wien Staatsoper
- 1926: Wien Staatsoper
- 1935: München Staatsoper
- 1937: München Staatsoper

## Premieren
- 1912: Hoftheater München: Fanfreluche von Wilhelm Mauke
- 1913: Hoftheater München: Das Spielwerk und die Prinzessin von Franz Schreker
- 19??: Hoftheater München: Die Frau ohne Schatten von Richard Strauss
- 1915: Amsterdam Opera Das Lied von der Erde von Gustav Mahler